# Eupithecia winnata
Eupithecia winnata là một loài bướm đêm trong họ Geometridae.